# Poland, Kiribati
Poland är en ort i Kiribati. Den är belägen i örådet Kiritimati och ögruppen Linjeöarna, i den västra delen av landet, 3 300 kilometer öster om huvudstaden Tarawa. Poland Village ligger 7 meter över havet och antalet invånare är 441. Den ligger på ön Motu Upou.
Terrängen runt Poland Village är mycket platt. Havet är nära Poland Village västerut. Närmaste större samhälle är London 15,8 km nordost om Poland. 
Stäppklimat råder i trakten. Årsmedeltemperaturen i trakten är 24 °C. Genomsnittlig årsnederbörd är 380 millimeter. Den regnigaste månaden är maj, med i genomsnitt 112 mm nederbörd, och den torraste är december, med 3 mm nederbörd.